# Cornufer paepkei
Espèce
Synonymes
- Platymantis paepkei Günther, 2015

Cornufer paepkei est une espèce d'amphibiens de la famille des Ceratobatrachidae.

## Répartition
Cette espèce est endémique de Nouvelle-Guinée occidentale en Indonésie. Elle se rencontre du niveau de la mer entre 400 et 860 m d'altitude sur les monts Fakfak.

## Description
Les 6 spécimens adultes mâles observés lors de la description originale mesurent entre 24,6 mm et 31,4 mm de longueur standard et les 2 spécimens adultes femelles observés lors de la description originale mesurent entre 35,0 mm et 40,8 mm de longueur standard.

## Étymologie
Cette espèce est nommée en l'honneur de Hans-Joachim Paepke.

## Publication originale
- Günther, 2015 : Description of two new taxa of the ceratobatrachid genus Platymantis from western New Guinea (Amphibia, Anura). Vertebrate Zoology, Dresden, vol. 65, p. 101–116 ([Description of two new taxa of the ceratobatrachid genus Platymantis from western New Guinea (Amphibia, Anura) texte intégral]).